# جمعية الكشافة الهنغارية
جمعية الكشافة الهنغاريةهي المنظمة الكشفية الوطنية الابتدائية من المجر، تأسست في عام 1912، وأصبحت عضوا في المنظمة العالمية للحركة الكشفية عام 1922 ومرة أخرى بعد ولادة جديدة للحركة الكشفية في البلاد في عام 1990. وشاركت كان في العديد من الأنشطة التعليمية ولديها 8145 عضو اعتبارا من عام 2011.

## روابط خارجية
- جمعية الكشافة الهنغارية

‌